# AOR//DAY:
『AOR//DAY:』は、日本のア・カペラ ヴォーカルグループ、SMOOTH ACEの4枚目のアルバム。2003年5月28日にTOSHIBA EMIからリリースされ、10曲が収録されている。

## 収録曲
特記以外作詞：森雪之丞、作曲：重住ひろこ、コーラス・アレンジ：SMOOTH ACE
1. 逢いたいね(Album version)（編曲：小原礼）
2. 25hours a day（編曲：小原礼）
3. 夢の中（作詞：岡村玄、編曲：富樫春生）
4. 存在（編曲：小原礼）
5. 最後の約束（作詞：岡村玄、編曲：小原礼）
6. Dreamy Land to be（編曲：富樫春生）
7. 好きだけでいい（作詞：岡村玄、編曲：小原礼）
8. Go on a picnic（作曲：平慎也、編曲：小原礼）
9. 素敵な恋をありがとう（作曲：平慎也、編曲：小原礼）
10. Shine（作詞：重住ひろこ&岡村玄）

## 参加
重住ひろこ、岡村玄、平慎也、李眞姫（vo, cho）／青山純、山木秀夫（d）／小原礼（b）／土方隆行（g）／富樫春生（kb）／中村哲（kb,sax）

## スタッフ
- レコーディング／ミキシング・エンジニア：加藤博実
- マスタリング・エンジニア：原田光晴
- 撮影：小木曽威夫

## 品番
TOCT-24929

## 配信
発売日：2013-7-10